# Paul Vogt (Pfarrer)
Paul Vogt (* 23. Mai 1900 in Stäfa; † 12. März 1984 in Zizers) war ein evangelischer Pfarrer in der Schweiz. Er begründete die Freiplatzaktion und hatte ab 1943 das Flüchtlingspfarramt inne. Für seine Verdienste in der Flüchtlingshilfe während des Zweiten Weltkriegs wurde er 1947 von der Universität Zürich zum Dr. h. c. ernannt. Sein Nachlass wird im Archiv für Zeitgeschichte an der ETH Zürich verwaltet.

## Ausbildung und erste Pfarrämter
Paul Vogt war Sohn eines aus Schlesien eingewanderten Pfarrers. Nach dem Abitur 1922 in der Evangelischen Lehranstalt in Schiers studierte er von 1922 bis 1926 Theologie in Basel, Zürich und Tübingen. Sein Vikariat absolvierte er in der Kirche Neumünster in Zürich. Danach war er als Gemeindepfarrer in Ellikon an der Thur tätig (wo er 1927 Sophie Brenner heiratete), ab 1929 im appenzellischen Walzenhausen.
Bereits in dieser Zeit engagierte sich Vogt für soziale Einrichtungen: Er gründete das Hilfswerk für die Arbeitslosen im Kanton Appenzell und baute 1933 das evangelische Sozial- und Heimatlosenheim Sonneblick in Walzenhausen auf.

## NS-Zeit
1936 wurde Vogt nach Zürich-Seebach berufen. Im Frühjahr 1937 gründete er eine Anlaufstelle für vom Nationalsozialismus verfolgte Angehörige der Bekennenden Kirche (BK) in Deutschland. Der prominente Schweizer Theologe Karl Barth und führende deutsche BK-Vertreter wie Martin Niemöller und Helmut Gollwitzer unterstützten das Vorhaben. Es erhielt zuerst den Namen Bekenntnis-Pfarrer-Familien-Hilfe, ermöglichte BK-Familien Erholungsaufenthalte in der Schweiz und diente durch Vogts persönliche Kontakte auch der Weitergabe von Informationen in der Schweiz über die Lage in Deutschland. Zum Advent 1937 verfasste Barth einen Solidaritätsaufruf, dem rasch 700 Pfarrer der Schweiz zustimmten. Daraufhin wurde die Organisation erweitert und im April 1938 in Schweizerisches Hilfswerk für die Bekennende Kirche in Deutschland (SEHBKD) umbenannt. In der theologischen Kommission dieses Hilfswerks arbeitete Barth, in der Fürsorgekommission seine Partnerin Charlotte von Kirschbaum; auch Barths Mitstreiter Eduard Thurneysen und Emil Brunner setzten sich für das Hilfswerk ein. Es entwickelte sich zu einer der wichtigsten Flüchtlingsorganisationen der Schweiz während des Zweiten Weltkriegs.
Vogt gründete zudem die Schweizerische Zentralstelle für Flüchtlingshilfe (SZF) mit. Er entwickelte ein starkes Engagement für Flüchtlinge; namentlich gehen der sogenannte Flüchtlingsbatzen sowie die Freiplatzaktion (welche Flüchtlinge bei Privaten statt in Arbeitslagern unterzubringen versuchte) auf ihn zurück. Schliesslich übernahm Vogt von 1943 bis 1947 das Flüchtlingspfarramt, das vom Schweizerischen Evangelischen Kirchenbund, von der Evangelisch-Reformierten Landeskirche des Kantons Zürich und vom Schweizerischen kirchlichen Hilfskomitee für evangelische Flüchtlinge eingerichtet worden war.

## Nachkriegszeit
Nach dem Krieg setzte sich Vogt für die Verständigung von Christen und Juden ein. Er war Initiant der 1945 gegründeten Arbeitsgemeinschaft von Christen und Juden, Mitglied der Gesellschaft Schweiz-Israel und sprach sich für die Existenz des Staats Israel aus.
Ab 1947 war Vogt Pfarrer in Grabs. 1951 wurde er zum Dekan des Pfarrkapitels Rheintal-Werdenberg-Sargans ernannt, in den Jahren 1952 bis 1957 war er Präsident der Evangelischen Lehranstalt Schiers-Samedan. Sein letztes Pfarramt übte Vogt von 1959 bis 1965 in Degersheim aus.
Nach seiner Pensionierung wohnte Paul Vogt in Grüsch im Prättigau, bis er 1982 nach dem Tod seiner Frau ins Altersheim in Zizers übersiedelte.